# Merhynchites wickhami
Merhynchites wickhami là một loài bọ cánh cứng trong họ Rhynchitidae. Loài này được Cockerell miêu tả khoa học năm 1912.